# Gyros
Il gyros (in greco γύρος; AFI: [ˈʝiɾos]) è un piatto tipico della cucina greca in genere a base di carne di maiale o pecora, diffuso in Grecia come cibo di strada. È molto popolare anche in Albania, dove viene chiamato sufllaqe. In osterie e taverne lo si può anche trovare servito al piatto.
La cottura è simile a quella del kebab e avviene su di uno spiedo verticale sul quale vengono infilzate una sopra l'altra delle fettine di carne, preventivamente marinate o condite con spezie e aromi; tale girarrosto ruota su se stesso in prossimità di una griglia elettrica (o a gas) portata ad adeguata temperatura. Una volta divenuto croccante, lo strato esterno viene tagliato in strisce sottili mediante un coltello elettrico per carne. Infine, il gyros viene servito sulla pita (gyros pita) o avvolto in essa, con tzatziki (salsa a base yogurt e cetrioli) e con pomodori, patate fritte e cipolla.